# WILLCOM CORE XGP
WILLCOM CORE XGP （ウィルコムコアエックスジーピー）は、2.5GHz帯を利用したBWAの一つである、eXtended Global Platform方式(XGP)によりデータ通信を提供するサービスで、ウィルコム(現・ワイモバイル)がサービスを行うこととなっていた際に使用していた名称である。後にウィルコムの会社更生法申請に従いXGP事業等を受け継いだWireless City Planning(WCP)が「XGPサービス」の名称で手がけていたが、2012年1月31日を以って停波し、終了している。
便宜上、新旧事業者の内容を併せて概説する。

## 概要
UQコミュニケーションズと同様にBWA向けに割り当てされた2.5GHz帯の周波数帯を利用して、従来のPHSより高速なデータ通信サービスを提供する事となっていた。
2009年10月にサービスが開始されたが、サービスエリアが東京都内の一部に留まっていた事もあり、既存のウィルコムPHSないしはWILLCOM CORE 3Gを既に契約し、東京都特別区へ住所登録している顧客に対する限定サービスとしての提供となった。
当初は、2010年3月末までは限定サービスのみとし、2010年10月以降を目処に、有償の一般サービスを展開する予定としていた。しかし、ウィルコムの会社更生法申請の影響もあり、限定サービスの提供期間が幾度も延長され、結果的に一般サービスの展開が無いままサービスが終了する事となった。
なお、本サービスは、ソフトバンクが2010年6月11日に設立した受け皿会社のWireless City Planning株式会社（以降WCPと記載）が、2010年12月21日付で新旧分離形式にてサービスを譲受すると同時に、出資構成を変更し、スポンサー会社を含む形となった。WCP設立時点では、当面新規加入申し込みの受付はしない事とし、譲受前から継続利用している場合のみ利用が可能となっていた。
なお、今後はWCPのMVNOとしてウィルコムが提供する可能性もあるとしていた。しかし、2011年12月2日に2012年1月31日付を以って従来の「XGPサービス」を廃止し、2011年11月に開始となった、事実上の後継通信方式であるAdvanced eXtended Global Platformを利用した「AXGPサービス」に統一した上で行うことが明らかになった。
なお、「AXGPサービス」については、ソフトバンクモバイルがMVNOにより、SoftBank 4G （ソフトバンク フォージー）としてサービスをしており、ソフトバンクモバイル網とのデュアルモードによるモバイルルータやスマートフォンなどが提供されている。

## 沿革
- 2009年4月27日 - ウィルコムが東京都山手線内の一部地区他にて、WILLCOM CORE XGPのエリア限定サービス開始。
- 2009年7月1日 - 法人・MVNO事業者向けに試験サービスの提供を開始。
- 2009年10月1日 - 対象・エリアを限定した正式サービスを開始。
- 2010年2月18日 - XGP事業の展開等に係る事業投資が財務面での負担をもたらしたとして、ウィルコムは事業再生ADR手続を申請。
- 2010年3月12日 - APファンドとソフトバンク等が設立する新会社に、ウィルコムのXGP事業を譲渡することを発表。
- 2010年12月21日 - 事業をWireless City Planningが譲受。サービスブランドは継承せず、WCP社の「XGPサービス」とだけ称している。
- 2011年12月2日 - XGPサービスを2012年1月31日付で廃止することを発表。
- 2012年1月31日 - 同日正午を以って停波し、XGPサービスを終了。

### 参考
- 2011年11月1日 - 後継規格である、AXGP(TD-LTE互換)方式(XGP 2.0とも)による「AXGPサービス」を東京・大阪・福岡の一部地域にて開始。同時に、MVNO事業者向けサービス[2]および従前からのXGPサービス利用者向けモニターサービスを開始。

## 料金
- XGPデータ定額フラット　4380円（PRIN利用料・945円が別途加算）…限定サービス利用中は無償としていた。

なお、XGPサービスのモニターユーザがAXGPサービスのモニターサービスを利用する場合は、当面の無料提供を明らかにしている。

## 対応端末

### WILLCOM CORE XGP
いずれもXGPのみの対応で、AXGPには対応しない。
- ネットインデックス製
  - GX000IN
- NECインフロンティア製
  - GX000N
  - GX001N